# El final de la sesión
El final de la sesión es un óleo sobre lienzo del artista francés Jean-Léon Gérôme, pintado en 1886 y actualmente conservado en una colección privada en Santa Ana, California.   También se conserva un dibujo preparatorio de la figura femenina, que se vendió en una subasta en 2018. 

## Historia

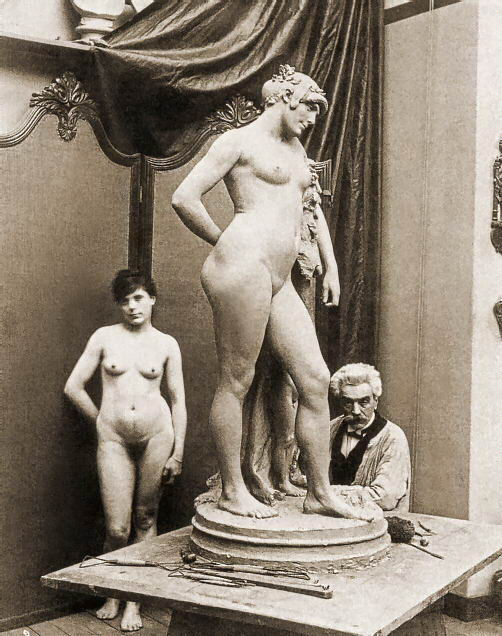
Fotografía de Gérôme, Emma Dupont y la estatua de arcilla de Ónfale en 1886.

Jean-Léon Gérôme era uno de los pintores más famosos de Francia a finales del siglo XIX, pero también le fascinaba la escultura por su dominio del material y su capacidad para dar forma a una obra. Estaba particularmente interesado en el mito de Pigmalión y Galatea (al que dedicará un cuadro en 1890). 
Así que en 1886 se puso a trabajar esculpiendo una estatua que representaba a Ónfale u Onfalia, reina de Lidia en la mitología griega, que tenía a Heracles como esclavo siguiendo un oráculo. Inspirándose en el Hércules Farnesio para la pose de la estatua, Gérôme esculpió Ónfale entre 1886 y 1887. Primero realizó un modelo en arcilla, para el cual Emma Dupont posó desnuda,  luego se copia la obra en mármol. Antes de que la obra fuera terminada y expuesta en el Salón de París,  el artista decidió crear una pintura que tuviera como tema precisamente la creación de esta escultura.

## Descripción

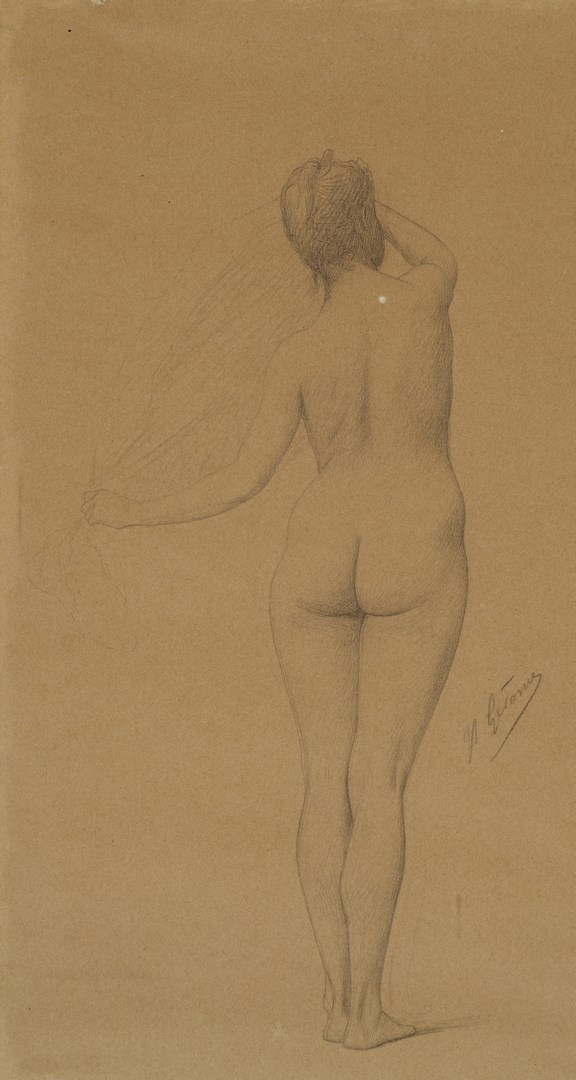
Jean Léon Gérôme, Desnudo sobre la sábana, c. 1886. Dibujo preparatorio para El fin de la sesión.

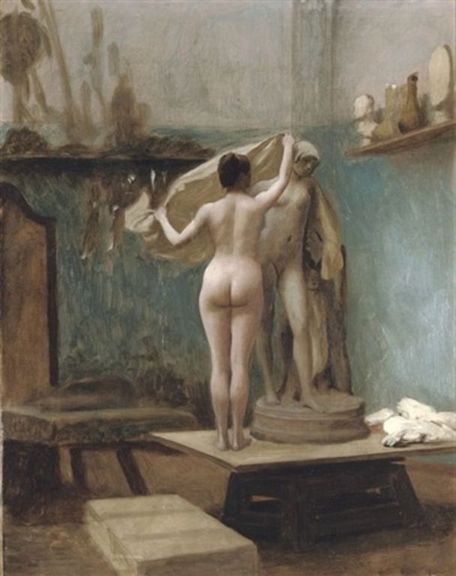
Estudio.

En este lienzo, Gérôme se representa a sí mismo como escultor, acompañado de la modelo de carne y hueso y de la escultura que acaba de terminar. Su representación combina estrechamente referencias a mitos antiguos con la realidad del taller de paredes color cian.  Como muchas obras del artista de Vesoul, la escena representada no presenta el momento en sí, sino los momentos que lo preceden o sus consecuencias: en este caso, la sesión de arte no está en curso sino que acaba de finalizar. 
El artista está ubicado en la esquina inferior izquierda y se le muestra agachado sobre un cubo limpiando con una esponja las herramientas utilizadas para esculpir y dar forma a la obra.  Más adelante, en el centro del cuadro está la verdadera protagonista de la obra, Emma Dupont, de pie sobre la plataforma sobre la que se encuentra el modelo de arcilla de Ónfale. Sin siquiera haberse vestido, la modelo se apresura a cubrirlo con un paño para evitar que la arcilla se seque.  El resultado es una imagen contundente, de gran impacto en el espectador, que contempla tanto la espalda desnuda de una modelo sin rostro como el cuerpo de una estatua cuyo rostro ya ha sido cubierto.  También hay un contraste entre la piel blanca rosada de la modelo y el color terroso uniforme de la escultura. En ciertos catálogos relativos a un grabado fotográfico de la obra, se indica erróneamente que la réplica de la estatua era de yeso,  cuando en realidad empleó la arcilla cuya ausencia de humedad evita la aparición de grietas en la superficie. 
El artista firma la obra al costado de una caja en el suelo, que sirve como escalón colocada junto al soporte de la estatua.